# Bennaria bimaculata
Bennaria bimaculata är en insektsart som beskrevs av Melichar 1914. Bennaria bimaculata ingår i släktet Bennaria och familjen kilstritar.
Artens utbredningsområde är Filippinerna. Inga underarter finns listade i Catalogue of Life.